# Radomîșl
Radomîșl (în ucraineană Радомишль) este localitatea de reședință a comunei Radomîșl din raionul Luțk, regiunea Volînia, Ucraina.

## Demografie
Componența lingvistică a localității Radomîșl
     Ucraineană (99,01%)
     Alte limbi (0,99%)
Conform recensământului din 2001, majoritatea populației localității Radomîșl era vorbitoare de ucraineană (99,01%), existând în minoritate și vorbitori de alte limbi.